# Torfowniczka wilgociolubna

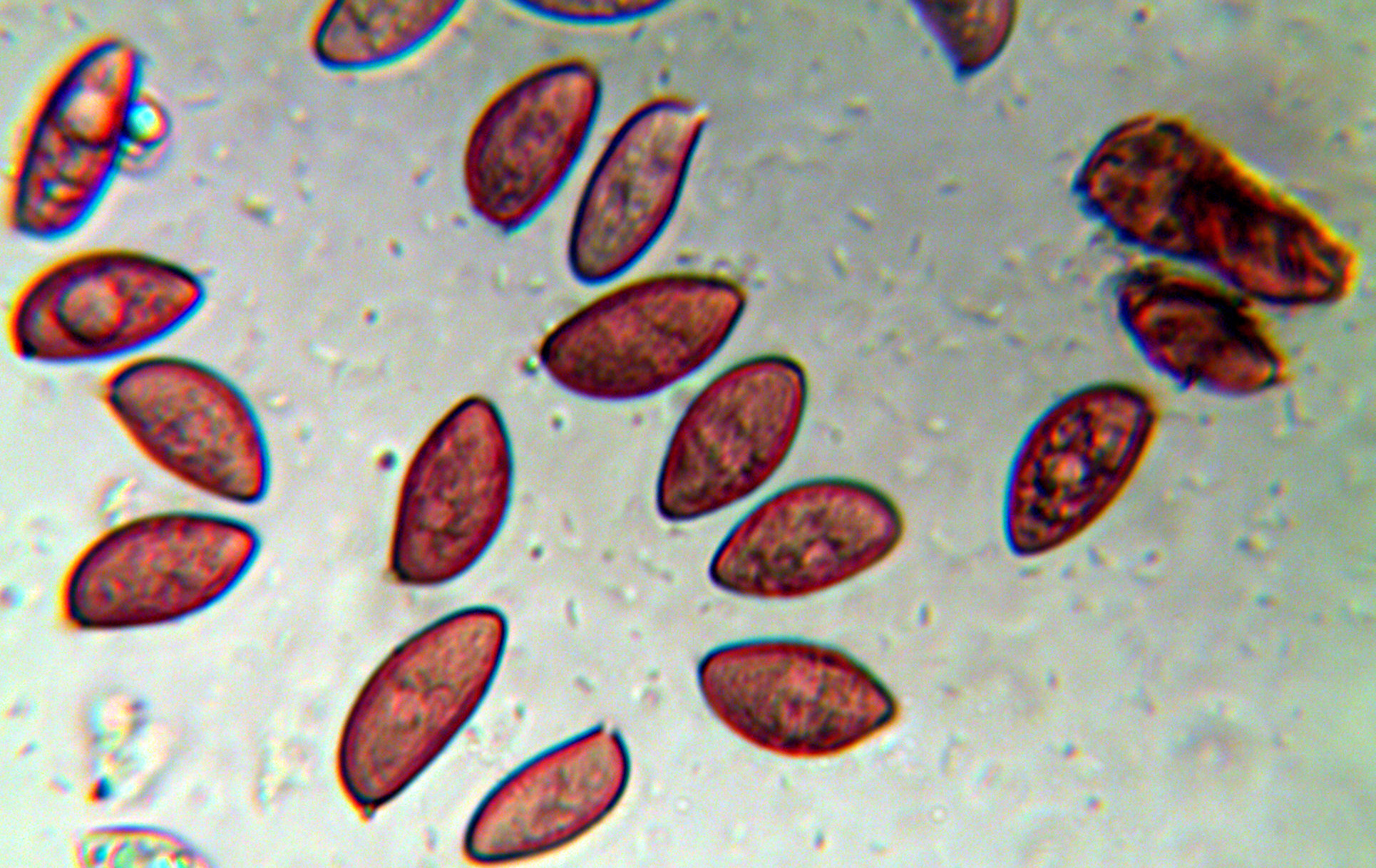
Zarodniki

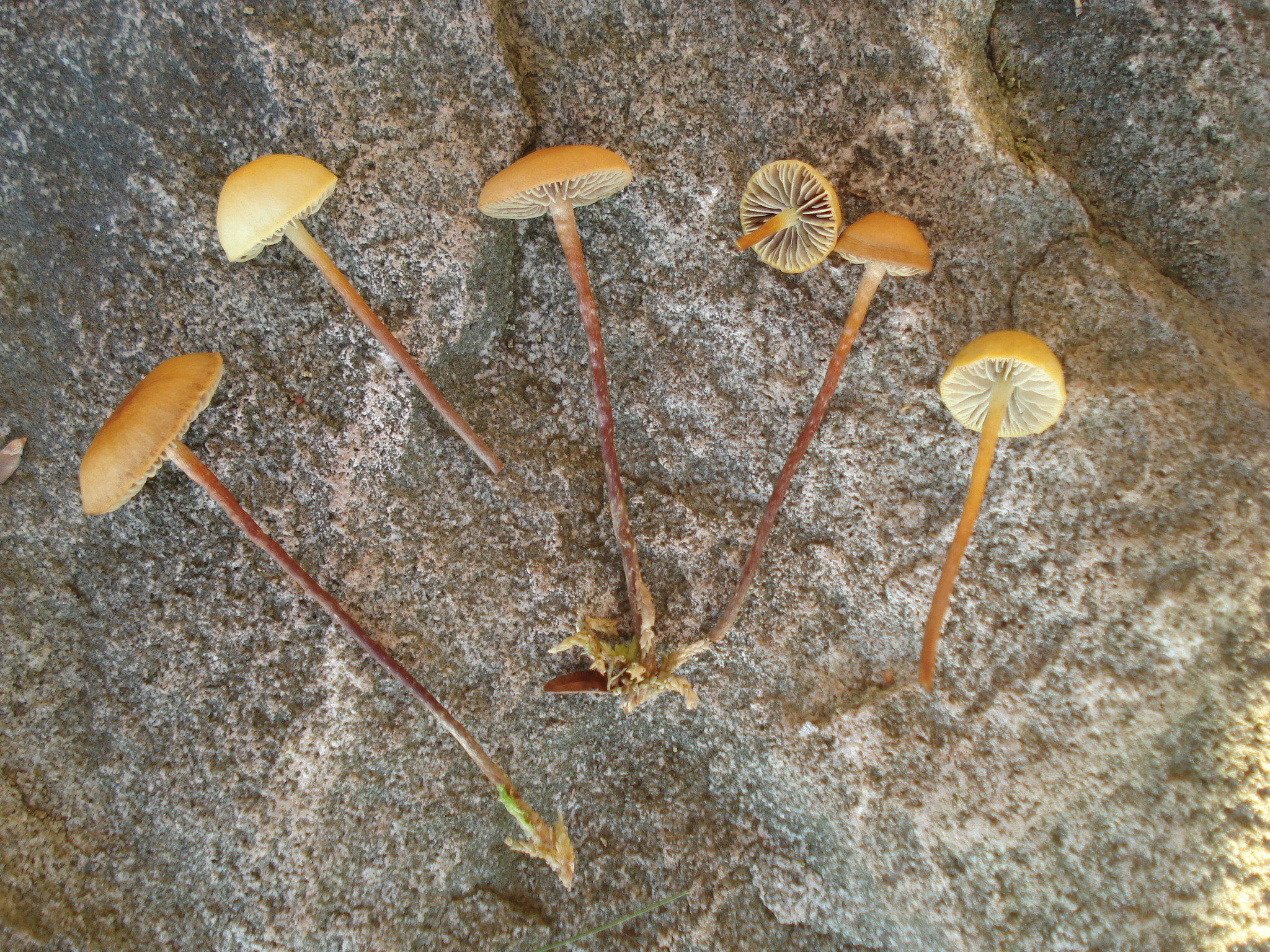

Torfowniczka wilgociolubna (Bogbodia uda (Pers.) Redhead) – gatunek grzybów z rodziny pierścieniakowatych (Strophariaceae). Należy do monotypowego rodzaju Bogbodia Redhead 2013.

## Systematyka i nazewnictwo
Pozycja w klasyfikacji według Index Fungorum: Bogbodia, Strophariaceae, Agaricales, Agaricomycetidae, Agaricomycetes, Agaricomycotina, Basidiomycota, Fungi.
Po raz pierwszy gatunek ten opisał w 1801 r. Christiaan Hendrik Persoon pod nazwą Agaricus udus. Należy do monotypowego rodzaju Bogbodia. Obecną, uznaną przez Index Fungorum nazwę nadał mu Scott Alan Redhead w 2013 r.
Ma 10 synonimów. Niektóre z nich:
- Hypholoma fulvidulum P.D. Orton 1999
- Hypholoma udum (Pers.) Quél. 1877
- Psilocybe uda (Pers.) Gillet 1878[2]

W 2003 roku Władysław Wojewoda zaproponował polską nazwę łysiczka bagienna dla nazwy naukowej Psilocybe uda. Po przeniesieniu do rodzaju Bogbodia stała się ona niespójna z aktualną nazwą naukową. W 2025 r. Komisja ds. Polskiego Nazewnictwa Grzybów Polskiego Towarzystwa Mykologicznego zarekomendowała używanie nazwy torfowniczka wilgociolubna.

## Morfologia
Kapelusz
Średnica do 4 cm, u młodych owocników dzwonkowaty, potem rozprostowujący się, promieniście prążkowany od prześwitujących blaszek. Jest higrofaniczny. Powierzchnia sucha lub nieco lepka, w stanie świeżym o barwie od rdzawobrunatnej do pomarańczowobrązowej, po wysuszeniu szarożółta, czasami oliwkowa. Na brzegu czasami resztki osłony.
Blaszki
Przyrośnięte, szerokie, gęste, z międzyblaszkami, początkowo kremowe, z wiekiem szarawe do purpurowobrązowych. Ostrza białawe.
Trzon
Wysokość 4–12 cm, grubość 0,1–0,4 cm, nierównej grubości, sztywny, kruchy, nieco włóknisty. Powierzchnia żółtawo-kremowa w kierunku wierzchołka, rdzawobrązowa w kierunku podstawy.
Miąższ
Cienki, żółtawy o niewyraźnym zapachu i słabym lub nieco aromatycznym smaku.
Cechy mikroskopowe
Subhymenium nie żelowate. Podstawki maczugowate, z 4 sterygmami i sprzążką bazalną, 25–35 × 11–13 µm. Zarodniki w widoku od przodu elipsoidalne do wrzecionowatych, w widoku z boku migdałkowate, drobno szorstkie, o pogrubionych ściankach, z wyraźnie zaznaczonymi porami rostkowymi, szarożółte, 13-20 × 6-8 µm. Cheilocystydy często tworzące sterylny grzbiet blaszek są nitkowate, kręte, wrzecionowate do główkowatych, cienkościenne, szkliste, 25–45 × 7–17 µm. Pleurocystydy w postaci chryzocystyd, wrzecionowate do maczugowatych, czasem ze spiczastymi wierzchołkami, z zawartością silnie refrakcyjną w KOH, 30–60 × 8–15 µm. Trama złożona z nitkowatych, częściowo rozgałęzionych strzępek typu ixocutis, szklistych, o średnicy do 2 µm. Dobrze rozwinięta warstwa pod skórką, utworzona z częściowo inkrustowanych brązowo strzępek o średnicy 3–9 µm i powiększonych komórek, kulistych do jajowatych, z brązową pigmentacją wewnątrzkomórkową, o średnicy 15–55 µm.
Gatunki podobne
Torfowniczka wilgociolubna ma budowę typową dla łysiczek, lepki kapelusz w odcieniach chłodnego brązu, trzon chrzęstny do sztywnego, zarodniki winno brązowawe do czarniawych o drobno chropowatej powierzchni i chryzocystydy. Występuje na bagnach z torfowcami. Gatunki z rodzaju Hypholoma (maślanka) odróżniają się większymi podstawkami, gładkimi zarodnikami i siedliskiem – rosną na próchniejącym drewnie.

## Występowanie i siedlisko
Występuje głównie w Ameryce Północnej, Europie i Azji Północnej, nieliczne stanowiska podano w Afryce, Australii i na Tasmanii. W Polsce W. Wojewoda w 2003 r. przytoczył kilkanaście stanowisk z uwagą, że jest to gatunek rzadki, liczne stanowiska podano także w następnych latach (jako Hypholoma udum). Bardziej aktualne stanowiska podaje internetowy atlas grzybów. Na Czerwonej liście roślin i grzybów Polski ma status gatunku rzadkiego – potencjalnie zagrożonego z powodu ograniczonego zasięgu geograficznego i małych obszarów siedliskowych.
Grzyb naziemny. Rośnie na bagnach i podmokłych terenach w lasach iglastych, wśród traw i mchów z rodzajów płonnik (Polytrichum) i torfowiec (Sphagnum). Owocniki tworzy zwykle od maja do listopada.